# Liste der Naturdenkmale in Rödermark
Die Liste der Naturdenkmale in Rödermark nennt die in der Stadt Rödermark im Landkreis Offenbach in Hessen gelegenen Naturdenkmale.
| Bild                          | Bezeichnung               | Ortsteil, Lage                           | Beschreibung                                                                          | Art        | Nr.     |
| ----------------------------- | ------------------------- | ---------------------------------------- | ------------------------------------------------------------------------------------- | ---------- | ------- |
| mehr Fotos \| Fotos hochladen | Aufgelassener Steinbruch  | Urberach 49° 58′ 51,2″ N, 8° 46′ 45,9″ O | Aufschluss im Rotliegenden mit ebener Steinbruchsohle und Bäumen an der Abbruchkante. | Steinbruch | 438 064 |
| mehr Fotos \| Fotos hochladen | Steinbruch am Buchenbusch | Urberach 49° 59′ 3,1″ N, 8° 45′ 50,9″ O  | Steinbruch mit zu schützenden Verwerfungsbesonderheiten.                              | Steinbruch | 438 065 |

## Belege
1. ↑  
Naturdenkmal. www.kreis-offenbach.de, abgerufen am 7. April 2020.

- Karte mit allen Koordinaten:
- OSM |
- WikiMap